# 李鍾盛
李鍾盛（？—？），河南安阳縣人，清朝政治人物、進士出身。
順治十八年（1661年），登辛丑科進士。康熙十一年，擔任山西介休縣知縣。